# Halvhög punkt
Halvhög punkt (·) är ett skiljetecken som består av en punkt av samma typ som en vanlig slutpunkt (.) som är placerad på ungefär samma höjd som ett plus- eller minustecken. Tecknet används:
- som multiplikationstecken (not: Språkrådet hänvisade år 2008 endast till tecknet "bullet operator" "∙" (U+2219) som multiplikationspunkt).[1]
- i kemiska formler för att ange att exempelvis vatten är bundet i ett salt (ex. SnCl2·H2O).
- i främst engelskspråkig text, som decimaltecken: 1·63 för 1,63.
- i antik text, till exempel med runor, som skiljetecken för att separera ord (U+16EB används för runor).
- i grupper om tre som utelämningstecken ({\displaystyle \cdots }) i matematiska texter där användandet av tecknet … (U+2026) inte är lämpligt.
- i katalanskan för att skilja mellan digraferna ll och l·l (till exempel i ordet col·lecció). (U+00B7 används för det; i svenskt Mac OS finns det under skift+alt+.)
- I lexikon för att avskilja ordled, exempelvis hund‧en (U+2027 används för detta), indikerar även där bindestreck lämpligen infogas om avstavning behövs.

## HTML och Unicode
I Unicode finns flera halvhöga punkter:
| Tecken | HTML-kod | Unicode | Namn                            | Andra teckenuppsättningar |
| ------ | -------- | ------- | ------------------------------- | ------------------------- |
| ·      | &middot; | U+00B7  | (Middle dot)                    | Ingår även i Latin-1      |
| ᛫      | &#x16EB; | U+16EB  | (Runic single punctuation)      |                           |
| •      | &#x2022; | U+2022  | (Bullet)                        |                           |
| ‧      | &#x8231; | U+2027  | (Hyphenation point)             |                           |
| ∙      | &#x2219; | U+2219  | (Bullet operator)               |                           |
| ⋅      | &#x22C5; | U+22C5  | (Dot operator)                  |                           |
| 〮       | &#x302E; | U+302E  | (Hangul single dot tone mark)   |                           |
| ・     | &#x30FB; | U+30FB  | (Katakana middle dot)           | Ingår även i Shift JIS    |
| ･      | &#xFF65; | U+FF65  | (Halfwidth Katakana middle dot) |                           |